# Alejandro Jodorowsky

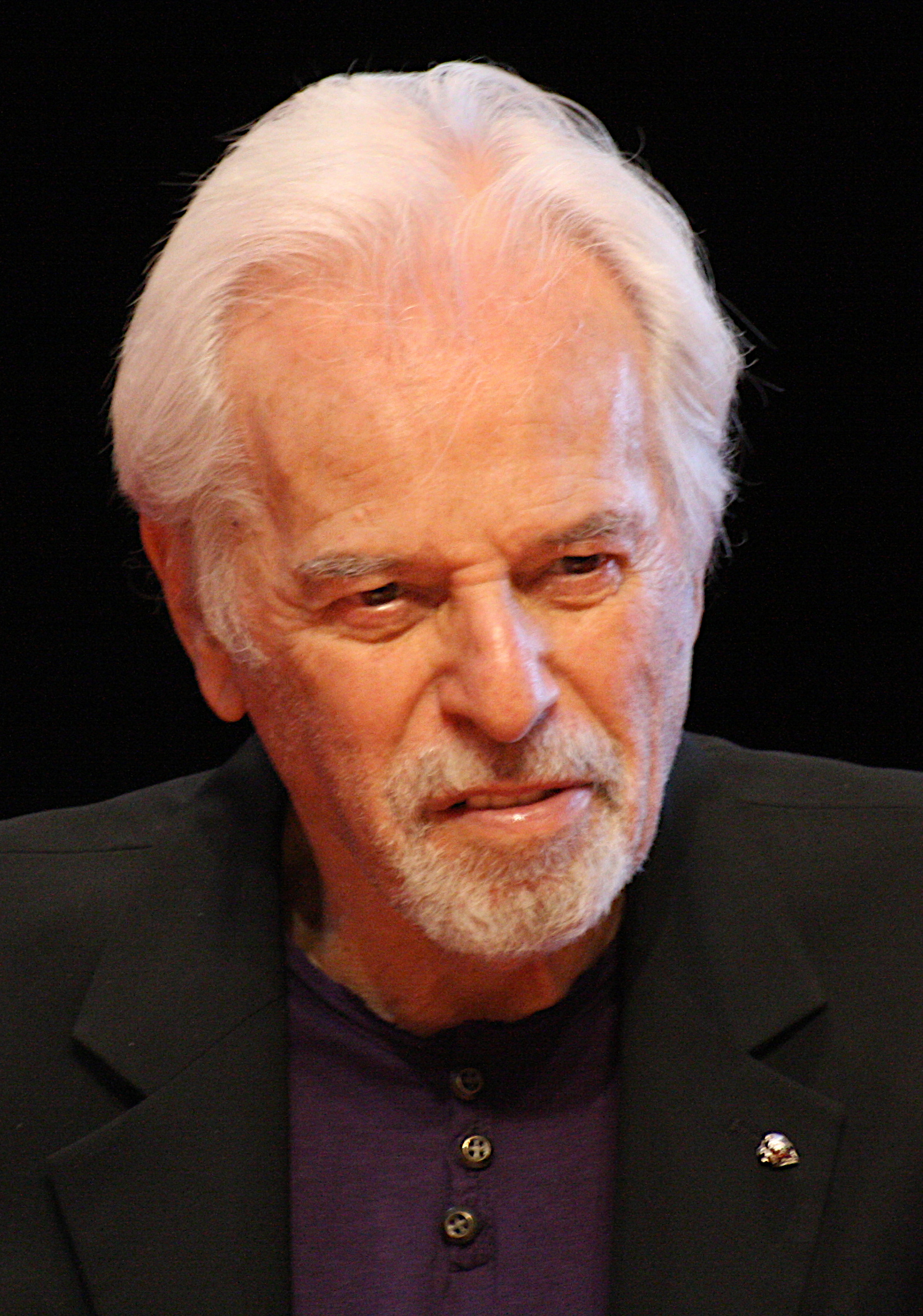
Alejandro Jodorowsky în 2011

Alejandro Jodorowsky (n. 17 februarie 1929, Tocopilla, Regiunea Antofagasta, Chile) este un actor, scriitor, producător de film, scenarist, regizor din Chile, reprezentant al filmului de avangardă.
S-a născut în Chile într-o familie de evrei ucraineni și a avut o copilărie nefericită.
Actualmente locuiește la Paris, unde s-a mutat în 1953.
În 1962, împreună cu Roland Topor și Fernando Arrabal, a creat gruparea Panique, ce se constituia ca o reacție la suprarealism.
În 1965 fondează în Mexic teatrul de avangardă.
În această țară realizează filmele „Fando y Lis”, „El Topo” și „La montaña sagrada”.
Alte filme valoroase care poartă semnătura sa sunt: „Les têtes interverties” (sau „La Cravate”, 1957), „Poo Lorn L'Elephant” (1980), „Santa Sangre” (1989), „The Rainbow Thief” (1990), „La danza de la realidad” (2013).

## Scrieri
- 2005: El maestro y las magas
- 2006: Cabaret místico
- 2007: Teatro sin fin (tragedias, comedias y mimodramas)
- 2009: Manual de Psicomagia (consejos para sanar tu vida)
- 2009: Tres cuentos mágicos (para niños mutantes)
- 2011: Metagenealogía.